# SIG Sauer P220
La SIG-Sauer P220 è una pistola semi-automatica prodotta dalla SIG-Sauer.

## Sviluppo
L'arma fu avviata allo sviluppo nel 1970 in quanto l'esercito svizzero emanò un bando per la sostituzione della SIG P210 in dotazione ai soldati elvetici.

## Storia
Il progetto P220 è stato il primo esemplare di arma corta ad essere prodotto in collaborazione tra la svizzera SIG e la tedesca Sauer dando vita a una nuova società denominata SIG Sauer con sede in Germania. Sulla base di questo modello alcuni anni più tardi verrà realizzata la SIG Sauer P226.

## Tecnica
La pistola venne realizzata con la possibilità di impiegare munizioni di diverso tipo che andavano dal .22 Ir al .45 Acp. Era dotata di un otturatore spinato al carrello e non era fornita di sicure manuali, in quanto è presente solamente una sicura automatica al percussore, che si disattiva solo nell'ultimo tratto di corsa del grilletto.
Il sistema di chiusura utilizzato è a corto rinculo di canna basato sul tipo Browning modificato. Il vincolo tra canna e otturatore è dato dal profilo squadrato della parte superiore della camera di cartuccia, che contrasta con l'estremità anteriore della finestra di espulsione. Nella parte inferiore della camera di cartuccia è presente uno zoccolo sagomato con piani inclinati che, contrastando con una scanalatura nel fusto, impone alla canna di abbassarsi durante il moto retrogrado dell'otturatore, svincolandosi da quest'ultimo soltanto quando il colpo ha lasciato la volata e le pressioni all'interno della canna sono scese a livelli di sicurezza. Al termine di questa fase, la canna si arresta e l'otturatore prosegue la propria corsa retrograda, estraendo ed espellendo il bossolo ormai vuoto. La distensione della molla di recupero riporta in avanti il carrello, che preleva una cartuccia dal serbatoio e la introduce in camera. Negli ultimi millimetri di corsa, la canna è spinta a risalire, ripristinando il vincolo con l'otturatore.
Il castello è realizzato in acciaio al carbonio e il sistema di ritenzione del caricatore è costituito da una leva a bilanciere nella parte inferiore dell'impugnatura. Il caricatore è di tipo monofilare e può ospitare fino a nove cartucce calibro 9x19mm. Nell'estremità anteriore della guancetta sinistra è posizionata una leva che svolge la funzione di abbatticane. Come organi di mira sono implementate delle tacche di mira nella parte superiore della P220, le quali però possono essere integrate con altri organi di mira supplementari.

## Versioni
- P220 Sport: Versione sportiva dotata di contrappesi sulla canna per ridurre il rinculo.

## Impiego
La P220 fu adottata dall'esercito svizzero nel 1975, dalle Guardia svizzera pontificia ed ebbe un notevole successo anche in campo internazionale. In particolare, vari enti governativi statunitensi ne ordinarono circa 100.000 esemplari per i propri enti di difesa, tra i quali spiccavano i Navy SEALs.